# Lijst van vulkanen in Eritrea
Dit is een lijst van vulkanen in Eritrea. 
| Naam      | Laatste eruptie | Hoogte [m] | Coördinaten                    |
| --------- | --------------- | ---------- | ------------------------------ |
| Alid      | Holoceen        | 910        | 14° 52' 48" NB, 39° 55' 12" OL |
| Asseb     | Holoceen        | 910        |                                |
| Dubbi     | 1861            | 987        | 13° 34' 48" NB, 41° 47' 60" OL |
| Gufa      | Holoceen        | 600        |                                |
| Jalua     | Onbekend        | 713        |                                |
| Mousa Ali | Holoceen        | 2028       |                                |
| Nabro     | 13 juni 2011    | 2218       | 13° 22' 12" NB, 41° 42' 0" OL  |